# Pahlawani
Pahlawani (pers. پهلواني) – wieś w południowym Iranie, w ostanie Fars. W 2006 roku miejscowość liczyła 456 mieszkańców w 102 rodzinach.